# 두부 푸딩
두부 푸딩(豆腐pudding)은 중국의 연두부 요리이이다. 중국과 타이완, 마카오, 홍콩 등 중화권의 여러 지역에서 흔히 먹는 길거리 음식이기도 하다.

## 지역별 두부 푸딩

### 북부
중국 북부식 더우푸나오(중국어: 豆腐脑, 병음: dòufunǎo, 한자음: 두부뇌)는 짭조름하거나 매운 양념 또는 소스와 함께 내며, 아침밥으로 먹는 경우가 많다. "더우푸(豆腐)"는 "두부"를 뜻하며, "나오(脑)"는 "뇌"를 뜻한다.

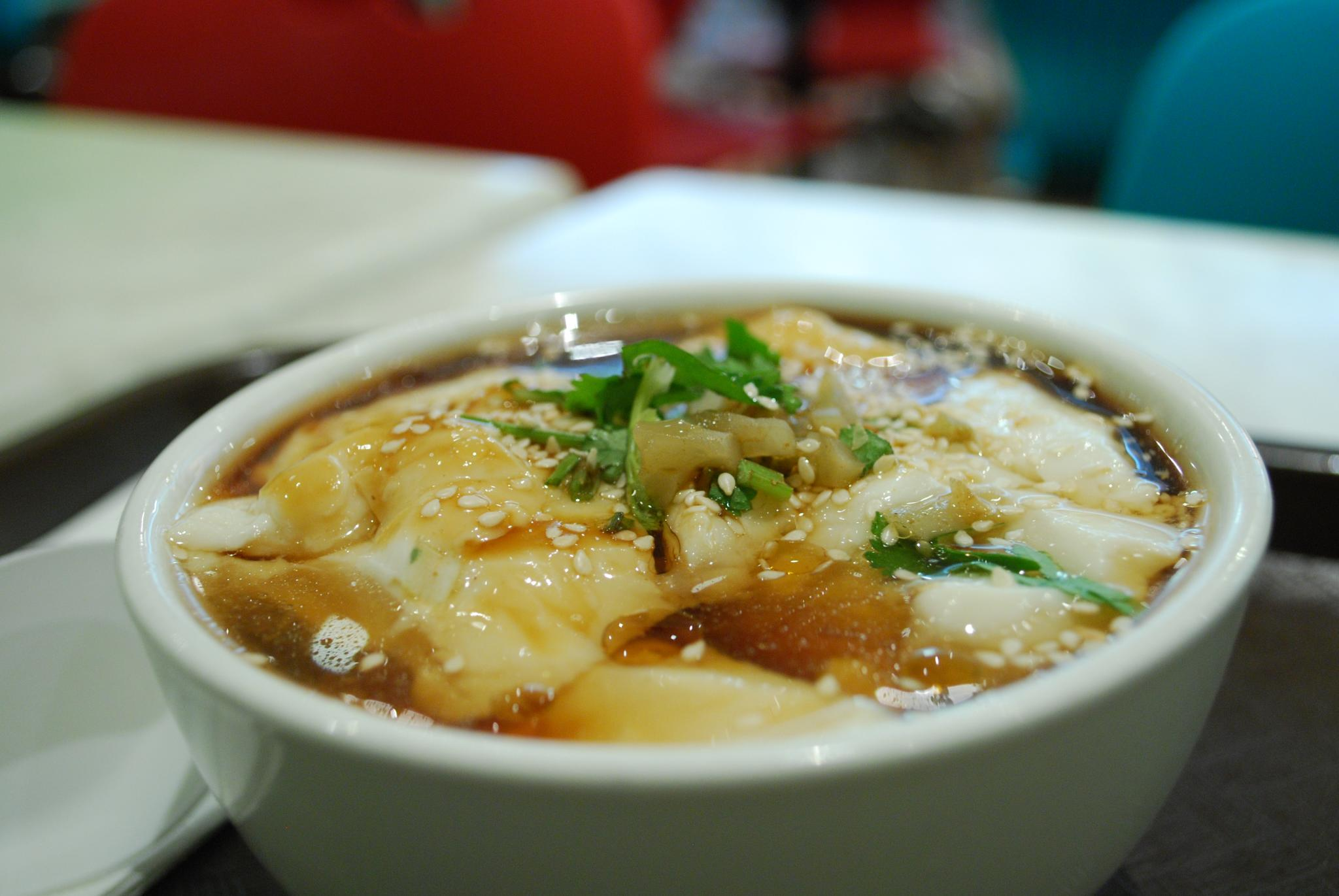
중국 북부식 더우푸나오
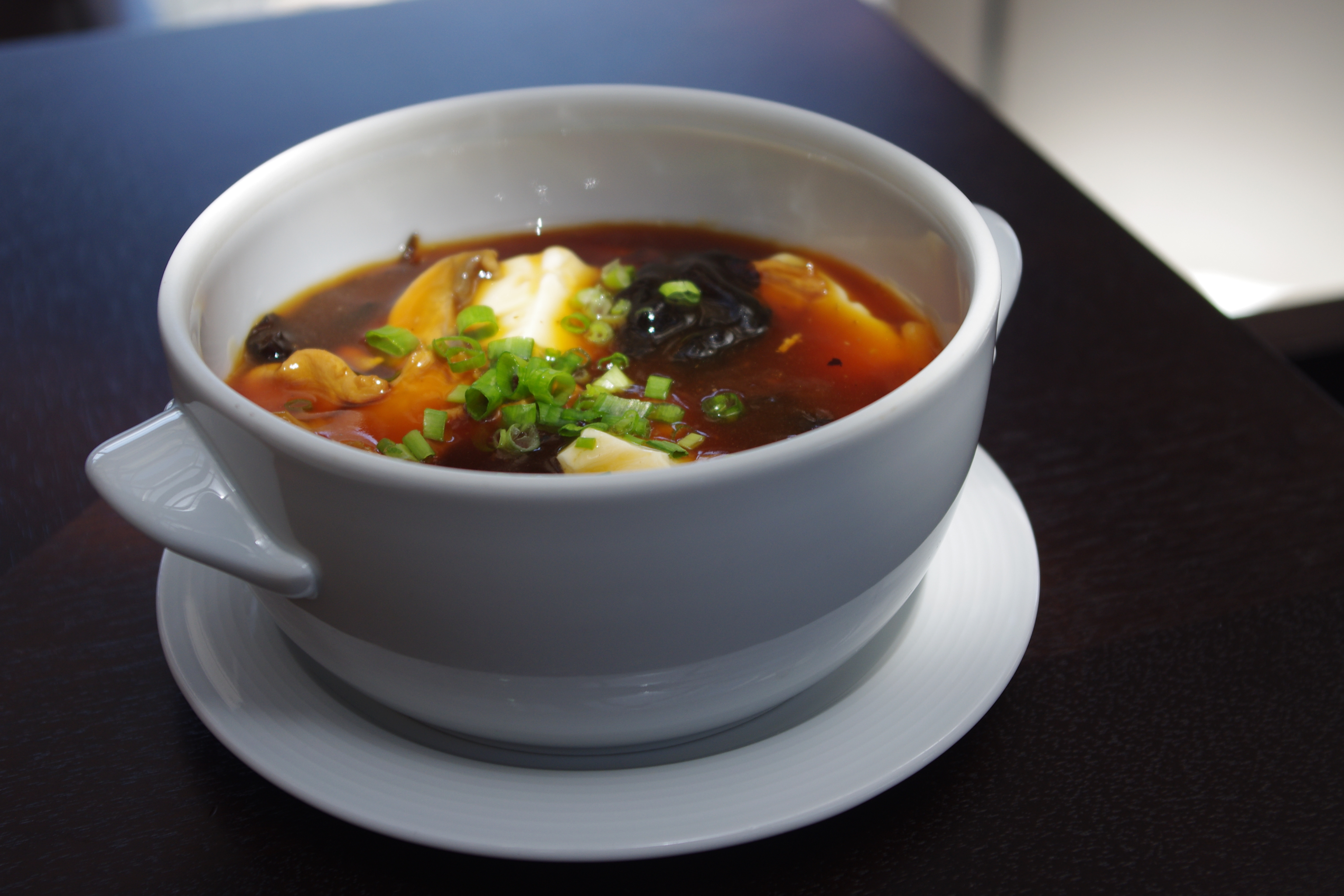
베이징식 더우푸나오
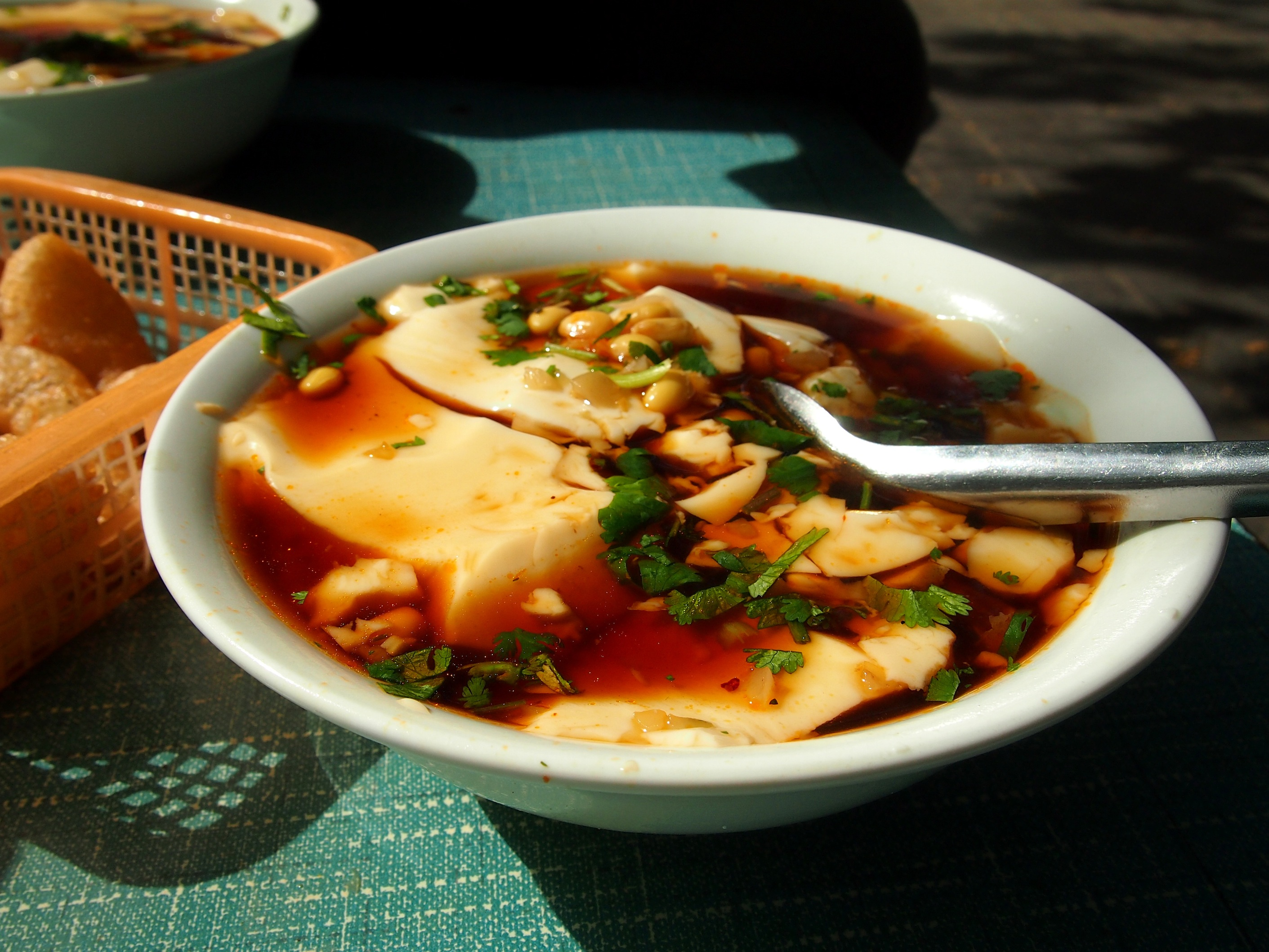
산시식 더우푸나오
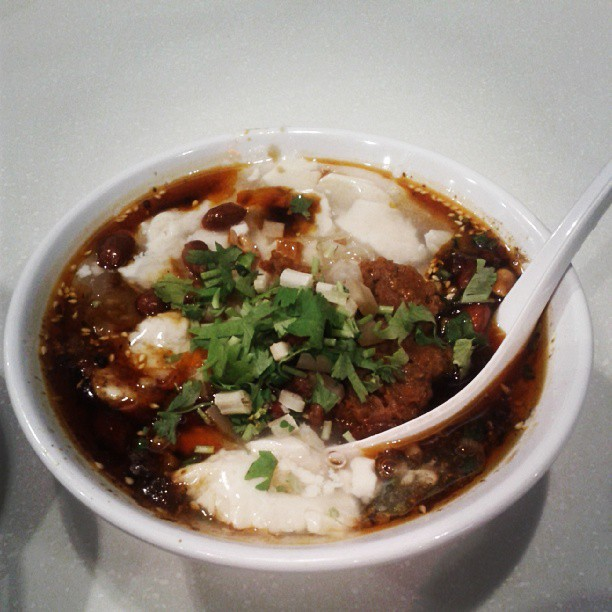
쓰촨식 뉴러우더우푸나오(쇠고기 두부 푸딩)

### 남부
중국 남부와 타이완, 홍콩 등에서는 달콤한 더우화(중국어: 豆花, 병음: dòuhuā, 한자음: 두화, 민난어: tāu-hoe 따우후에)나 더우푸화(중국어: 豆腐花, 병음: dòufuhuā, 한자음: 두부화, 월병: dau6 fu6 faa1 다우푸파[*])를 후식으로 먹는다. "더우푸(豆腐)"는 "두부"를 뜻하며, "화(花)"는 "꽃"을 뜻한다.

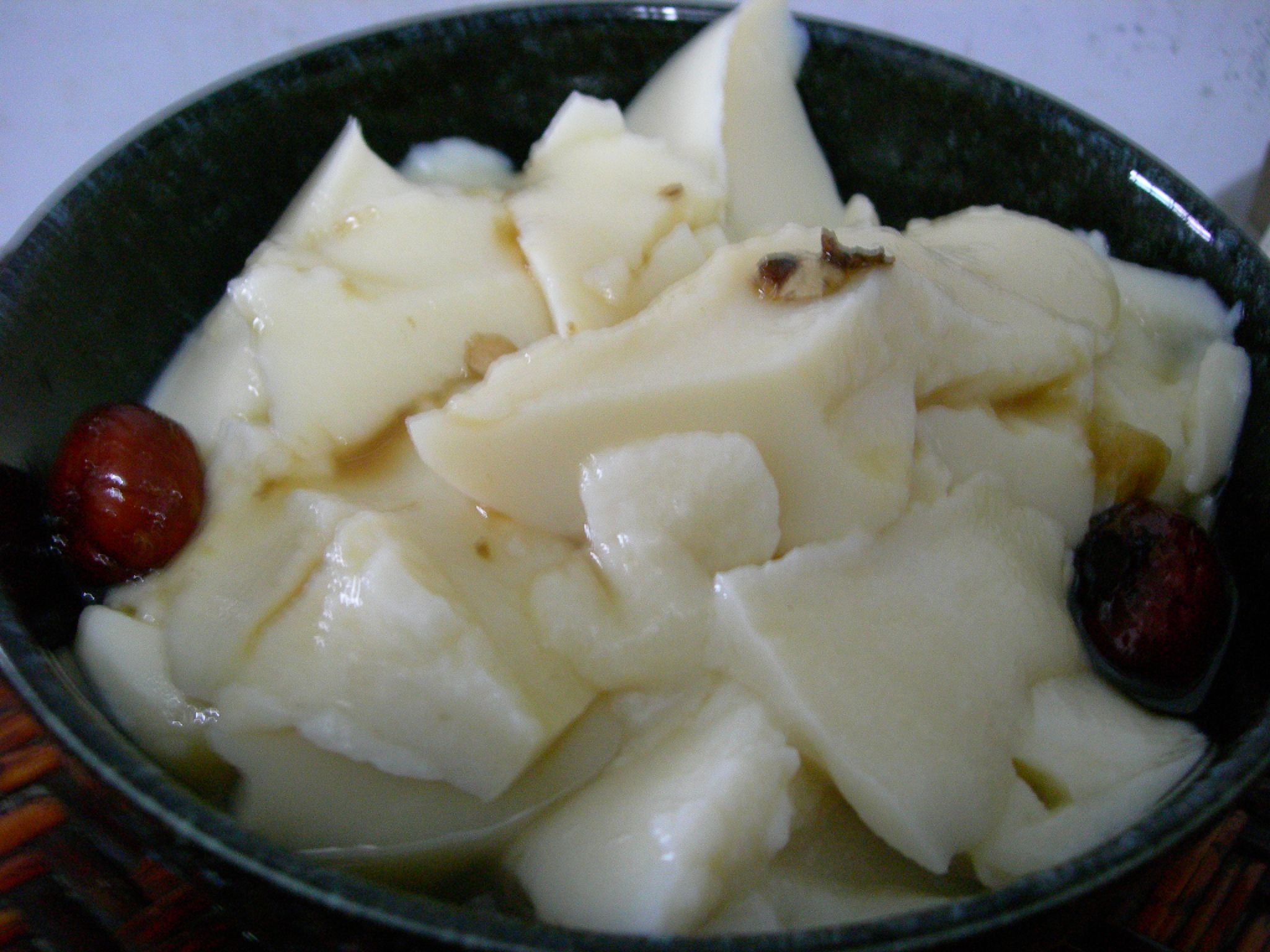
시럽을 뿌려 낸 타이완식 더우화
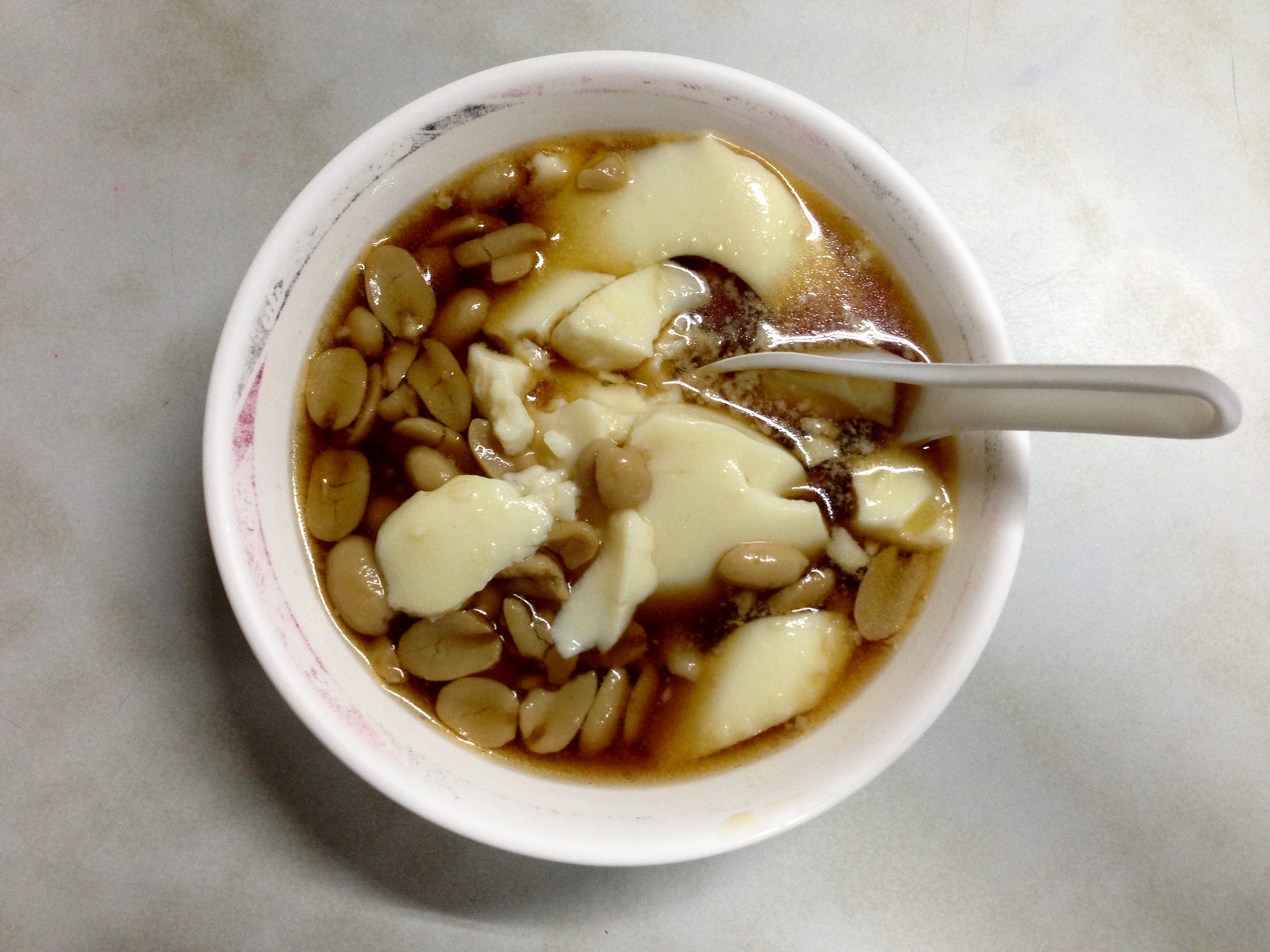
타이완식 화성더우화(땅콩 두부 푸딩)
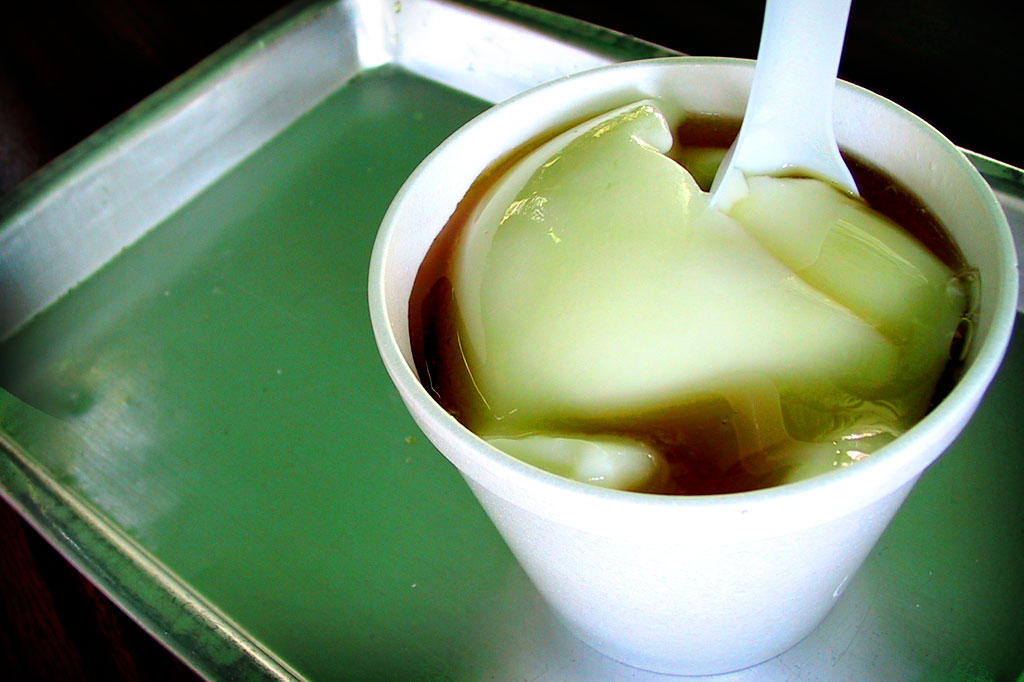
시럽을 뿌려 낸 홍콩식 다우푸파
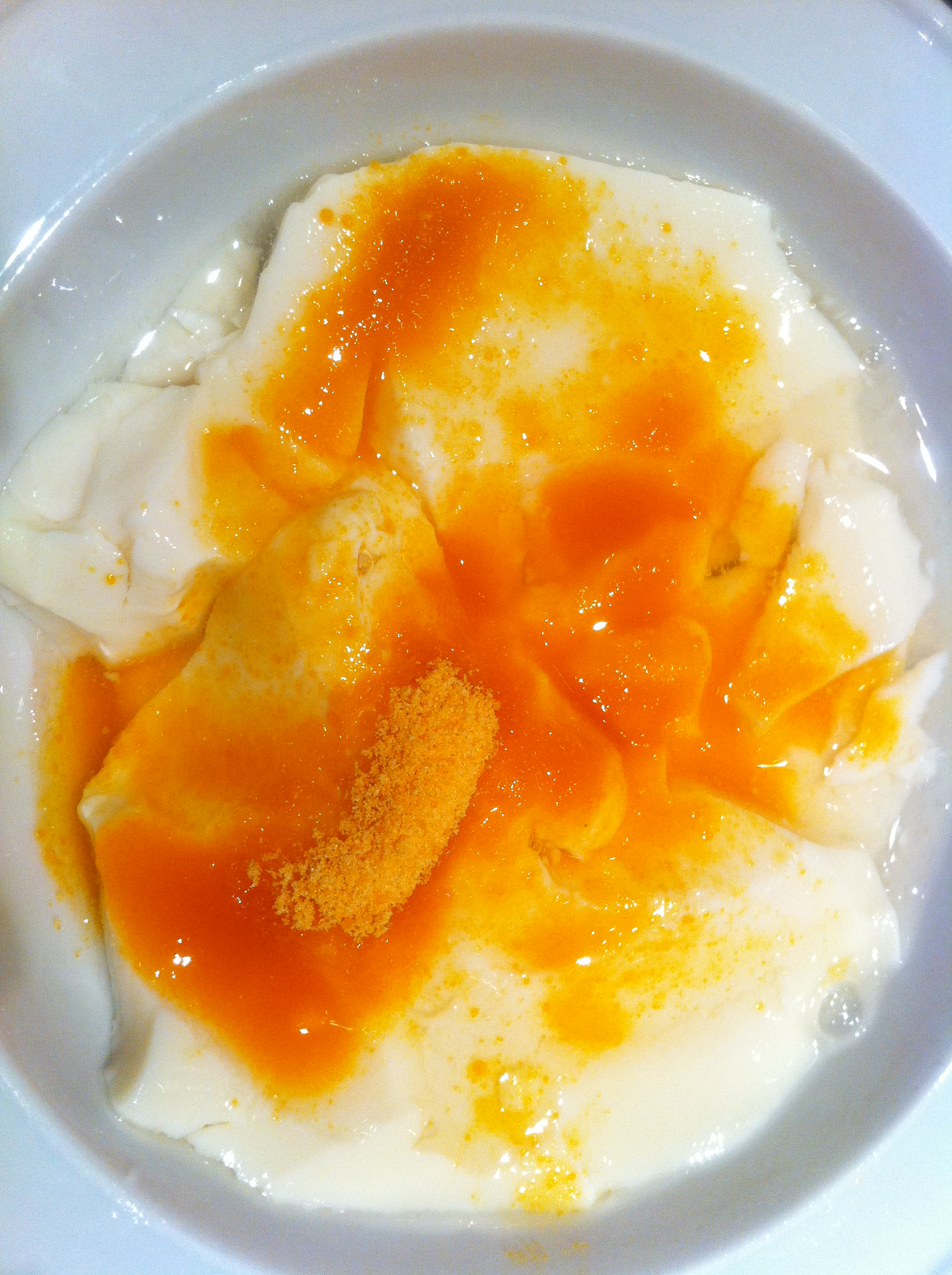
황설탕을 올린 홍콩식 다우푸파

## 같이 보기
- 순두부
- 타호